# Erich Glückauf

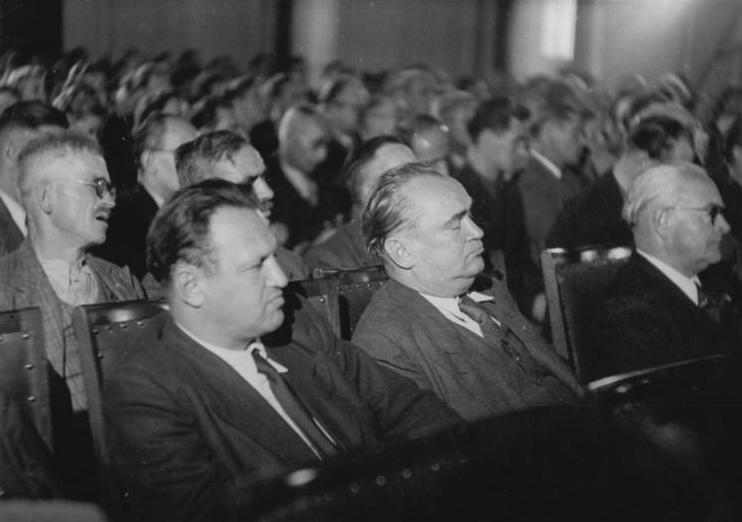
Erich Glückauf bei der 3. Sitzung der Provisorischen Volkskammer am 12. Oktober 1949 neben Kurt Bürger und Wilhelm Höcker (vorn v. l. n. r.)

Erich Glückauf (* 12. September 1903 in Wittlich; † 23. April 1977 in Berlin) war ein deutscher SED-Funktionär und Journalist

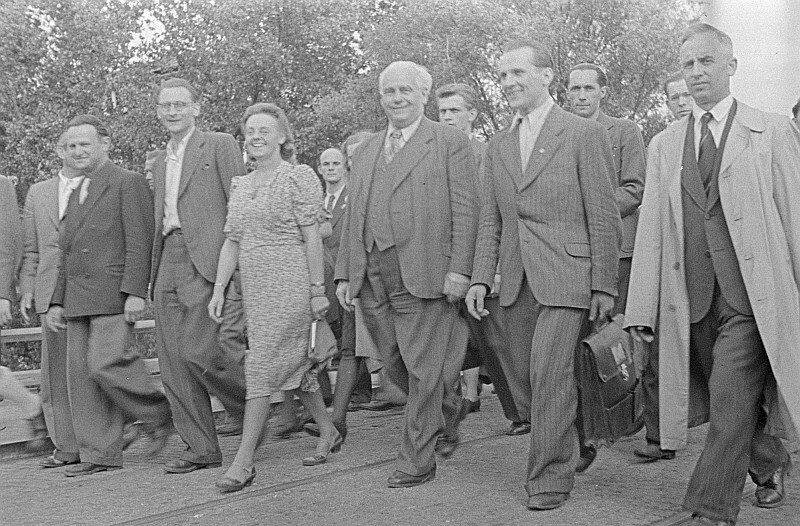
Während des I. Parlaments der FDJ im Juni 1946 (v. l. n. r.): Erich Glückauf, Paul Verner, Elly Winter, Wilhelm Pieck, Erich Honecker und Karl Schabrod.

## Leben
Erich Glückaufs Eltern Johanna und Julius Glückauf (von Beruf Buchdrucker) waren 1902 aus dem thüringischen Ruhla nach Wittlich gekommen und betrieben bis März 1906 ein Textilgeschäft, danach verzogen sie ins Ruhrgebiet. Erich Glückauf hatte drei Geschwister. Paul und Ilse emigrierten in die USA. Werner wurde in Auschwitz ermordet. Die Eltern waren 1933 nach Amsterdam emigriert, wo der Vater 1939 starb. Die Mutter wurde vermutlich Ende 1942 von Gestapoleuten in ihrer Wohnung erhängt. Nach dem Besuch der Volks- und Realschule war er als Berg-, Land- u. Bauarbeiter tätig. 1920 trat Erich Glückauf dem Kommunistischen Jugendverband bei und kämpfte in der sogenannten Roten Ruhrarmee gegen die Freikorps und die Reichswehr der Weimarer Republik.
In der KPD, der er 1922 beitrat, arbeitete Erich Glückauf als Funktionär und Redakteur in Ostwestfalen und am Niederrhein. Erich Glückauf war 1932 Redakteur der Niedersächsischen Arbeiter Zeitung NAZ und Leitungsmitglied der der Bezirksleitung der KPD in Niedersachsen. Von 1936 bis 1939 nahm er in einer Internationalen Brigade am Spanischen Bürgerkrieg teil und war Redakteur am Deutschen Freiheitssender 29,8. Danach ging er nach Amsterdam, wo er inhaftiert wurde. Nach der Haft wurde er nach Belgien abgeschoben. Anschließend konnte er über Norwegen nach Schweden emigrieren, wo er jedoch bis 1943 interniert wurde. 1943 wurde er Chefredakteur der deutschsprachigen antifaschistischen Zeitschrift „Politische Information“.
Nach Kriegsende kehrte er nach Deutschland zurück und wurde Mitglied der SED. 1946 wurde er Chefredakteur der SED-Zeitung Landes-Zeitung in Schwerin. Von 1946 bis 1949 war er Mitglied des Mecklenburgischen Landtages, dessen Präsidium er angehörte. Bis 1950 war er Mitglied der SED-Landesleitung Mecklenburg. Von 1961 bis 1968 gehörte er, als „Abgesandter“ der SED, dem in Ost-Berlin arbeitenden Politbüro der in der Bundesrepublik Deutschland illegal agierenden KPD an. Von 1974 bis 1977 war er wissenschaftlicher Mitarbeiter am Institut für Marxismus-Leninismus beim ZK der SED.

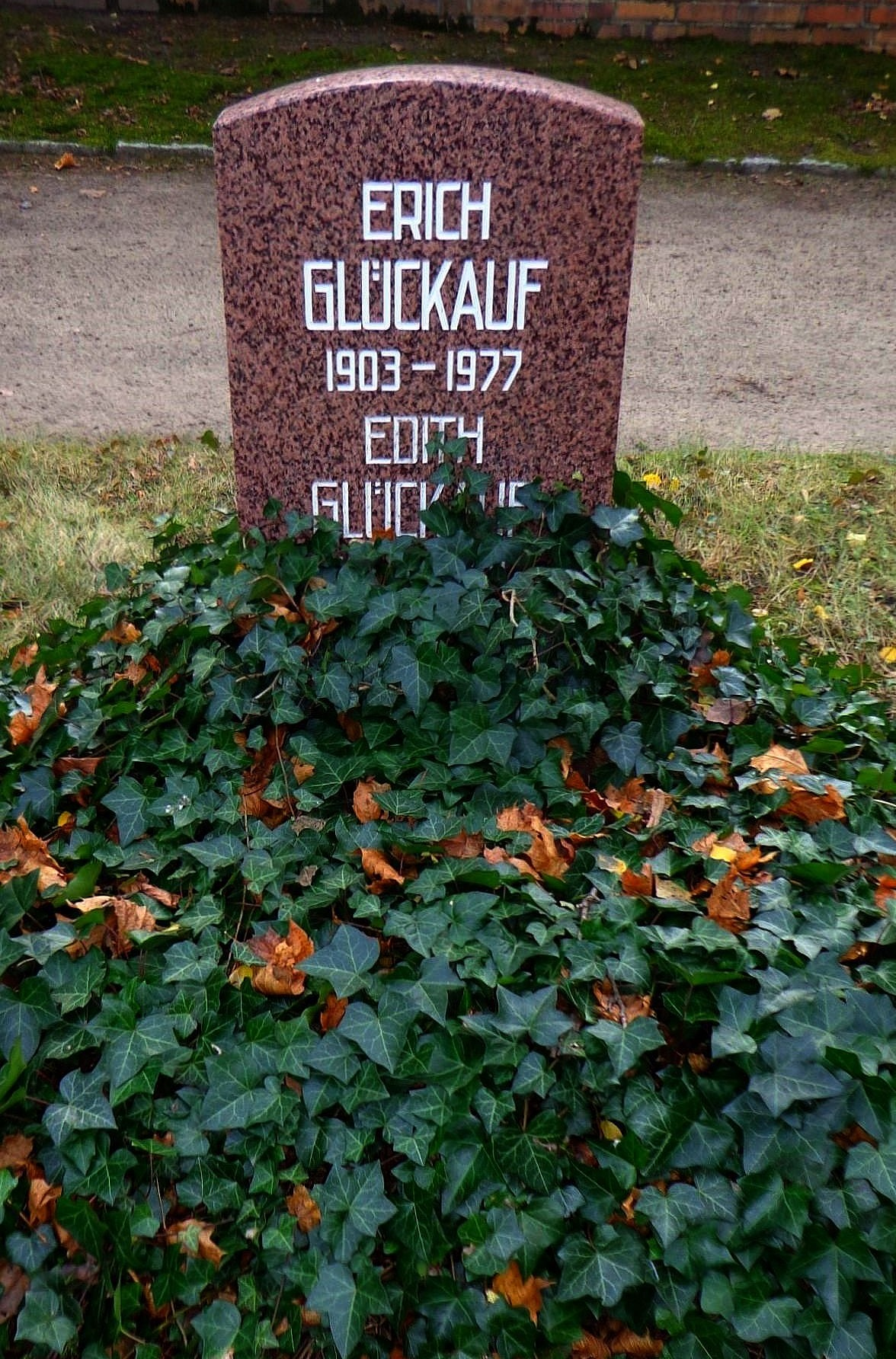
Grabstätte

1970 erhielt er den Karl-Marx-Orden. Anlässlich seines 70. Geburtstages wurde er mit dem Vaterländischen Verdienstorden in Gold ausgezeichnet.
An seinem 80. Geburtstag im Jahre 1983 wurde eine Straße im Ost-Berliner Bezirk Marzahn nach Erich Glückauf benannt. Nach der Wende und friedlichen Revolution wurde die Erich-Glückauf-Straße 1992 zu Ehren des DDR-Regimekritikers Robert Havemann in Havemannstraße umbenannt.
Glückauf hatte 1925 in erster Ehe die aus einer orthodoxen jüdischen Familie stammende Gertrud Meier geheiratet. Er selbst war schon Anfang 1919 aus der jüdischen Religionsgemeinschaft ausgetreten. 1927 wird der Sohn Rolf geboren, der später in der DDR Botschaftssekretär war. Seine Frau überlebte die Nazidiktatur in der Sowjetunion und arbeitete bei Wilhelm Pieck als Sekretärin. Die Ehe wurde 1947 geschieden. Noch im gleichen Jahr heiratete Glückauf Edith Jordan, die seit 1933 der KPD angehörte und 1912 als Tochter eines 1941 in Danzig hingerichteten Parteifunktionärs geboren wurde.
Seine Urne wurde in der Grabanlage Pergolenweg des Berliner Zentralfriedhofs Friedrichsfelde beigesetzt.

## Veröffentlichungen
- Begegnungen und Signale. Erinnerungen eines Revolutionärs. Verlag Neues Leben, Berlin 1976.